# パトリック・ミックス
パトリック・ミックス（Patrick Mix、1993年8月16日 - ）は、アメリカ合衆国の男性総合格闘家。ニューヨーク州アンゴラ出身。エクストリーム・クートゥア/WNY・MMA & フィットネス所属。元Bellator世界バンタム級王者。Bellatorバンタム級ワールドグランプリ優勝。元KOTC世界バンタム級王者。パッチー・ミックス（Patchy Mix）とも表記される。

## 来歴

### レスリング
中学2年生からレスリングを始める。レイクショア高校時代は、2年生時にレイクショア高校生史上初となる州トーナメントに出場した。

### 総合格闘技

#### King of the Cage
2016年5月28日、プロ総合格闘技デビュー戦を白星で飾り、King of the Cage（KOTC）を主戦場に連勝記録を伸ばす。
2017年11月18日、King of the Cage: Ultimate MixのKOTC世界バンタム級王座決定戦でアンドレ・イーウェルと対戦し、リアネイキドチョークで1R一本勝ち。王座獲得に成功した。
2018年5月12日、King of the Cage: No RetreatのKOTC世界バンタム級タイトルマッチでトニー・グレイブリーと対戦し、ギロチンチョークで1R一本勝ち。王座の初防衛に成功した。
2018年11月10日、King of the Cage: In the MixのKOTC世界バンタム級タイトルマッチでキース・リチャードソンと対戦し、膝十字固めで3R一本勝ち。2度目の王座防衛に成功した。

#### Bellator
2019年6月14日、Bellator初参戦となったBellator 222でリッキー・バンデハスと対戦し、リアネイキドチョークで1R一本勝ち。
2019年12月31日、RIZIN.20のRIZIN×Bellator対抗戦の副将戦で元谷友貴と対戦し、ギロチンチョークで1R一本勝ち。
2020年9月13日、Bellator 246のBellator世界バンタム級王座決定戦でフアン・アーチュレッタと対戦し、1R、2Rはグラウンドのポジショニングで優勢に立ったものの、3R以降はスタンドの攻防で劣勢に立たされ0-3の5R判定負け。王座獲得に失敗し、キャリア14戦目で初黒星を喫した。
2021年11月5日、Bellator 270でバンタム級ランキング6位のジェームズ・ギャラガーと対戦し、ギロチンチョークで3R一本勝ち。この試合はミックスの体重超過により、137.8ポンドのキャッチウェイトで行われた。
2022年4月23日、Bellator 279のBellatorバンタム級ワールドグランプリ1回戦でバンタム級ランキング5位で第7代Bellator世界バンタム級王者の堀口恭司と対戦し、3-0の5R判定勝ち。グランプリ準決勝進出を果たした。
2022年12月9日、Bellator 289のBellatorバンタム級ワールドグランプリ準決勝でバンタム級ランキング4位のマゴメド・マゴメドフと対戦し、ギロチンチョークで絞め落とし2R一本勝ち。グランプリ決勝進出を果たした。
2023年4月22日、Bellator 295のバンタム級ワールドグランプリ決勝として行われたBellator世界バンタム級暫定タイトルマッチで暫定王者ラウフェオン・ストッツと対戦し、左膝蹴りで1RKO勝ち。王座獲得に成功するとともにグランプリ優勝を果たし、優勝賞金100万ドル（約1億1000万円）を獲得した。
2023年11月17日、Bellator 301のBellator世界バンタム級王座統一戦で正規王者セルジオ・ペティスと対戦し、リアネイキドチョークで2R一本勝ち。王座統一に成功した。
2024年5月17日、Bellator Champions Series 2のBellator世界バンタム級タイトルマッチで挑戦者マゴメド・マゴメドフと再戦し、3Rに仕掛けたギロチンチョークのニアフィニッシュと打撃の手数でやや上回ったことが評価され2-1の判定勝ち。初の王座防衛に成功した。
2025年5月13日、PFLとの契約を更新しない事に合意したため、ミックスはフリーエージェントとなった。

## 人物・エピソード
- 超低出生体重児の680gで生まれ、NICUで長期入院した。母親が依存症だったため、いとこのローズの養子となり、育てられた[10]。

- 以前交際していたガールフレンドとの間に一人娘がいる。また、現在は同じく総合格闘家のタチアナ・スアレスと交際している[11]。

## 戦績
| 総合格闘技 戦績 | 総合格闘技 戦績 | 総合格闘技 戦績 | 総合格闘技 戦績 | 総合格闘技 戦績 | 総合格闘技 戦績 | 総合格闘技 戦績 |
| --------------- | --------------- | --------------- | --------------- | --------------- | --------------- | --------------- |
| 22 試合         | (T)KO           | 一本            | 判定            | その他          | 引き分け        | 無効試合        |
| 20 勝           | 2               | 13              | 5               | 0               | 0               | 0               |
| 2 敗            | 0               | 0               | 2               | 0               | 0               | 0               |

| 勝敗 | 対戦相手                           | 試合結果                     | 大会名 | 開催年月日     |
|      | ヤクブ・ヴィクワチ                 |                              | UFC 320: Ankalaev vs. Pereira 2                                                                                   | 2025年10月4日  |
| ×    | マリオ・バティスタ                 | 5分3R終了 判定0-3            | UFC 316: Dvalishvili vs. O'Malley 2                                                                               | 2025年6月7日   |
| ○    | マゴメド・マゴメドフ               | 5分5R終了 判定2-1            | Bellator Champions Series 2: Mix vs. Magomedov 2 【Bellator世界バンタム級タイトルマッチ】                         | 2024年5月17日  |
| ○    | セルジオ・ペティス                 | 2R 1:51 リアネイキドチョーク | Bellator 301: Amosov vs. Jackson 【Bellator世界バンタム級王座統一戦】                                             | 2023年11月17日 |
| ○    | ラウフェオン・ストッツ             | 1R 1:12 KO（左膝蹴り）       | Bellator 295: Stots vs. Mix 【Bellator世界バンタム級暫定タイトルマッチ/Bellatorバンタム級ワールドグランプリ決勝】 | 2023年4月22日  |
| ○    | マゴメド・マゴメドフ               | 2R 2:39 ギロチンチョーク     | Bellator 289: Stots vs. Sabatello 【Bellatorバンタム級ワールドグランプリ準決勝】                                  | 2022年12月9日  |
| ○    | 堀口恭司                           | 5分5R終了 判定3-0            | Bellator 279: Cyborg vs. Blencowe 2 【Bellatorバンタム級ワールドグランプリ1回戦】                                 | 2022年4月23日  |
| ○    | ジェームズ・ギャラガー             | 3R 0:39 ギロチンチョーク     | Bellator 270: Queally vs. Pitbull 2                                                                               | 2021年11月5日  |
| ○    | アルバート・モラレス               | 3R 2:40 肩固め               | Bellator 258: Archuleta vs. Pettis                                                                                | 2021年5月7日   |
| ×    | フアン・アーチュレッタ             | 5分5R終了 判定0-3            | Bellator 246: Archuleta vs. Mix 【Bellator世界バンタム級王座決定戦】                                              | 2020年9月12日  |
| ○    | 元谷友貴                           | 1R 1:37 ギロチンチョーク     | RIZIN.20 【RIZIN×BELLATOR対抗戦 副将戦】                                                                          | 2019年12月31日 |
| ○    | イザヤ・チャップマン               | 1R 3:49 膝十字固め           | Bellator 232: MacDonald vs. Lima 2                                                                                | 2019年10月26日 |
| ○    | リッキー・バンデハス               | 1R 1:06 リアネイキドチョーク | Bellator 222: MacDonald vs. Gracie                                                                                | 2019年10月9日  |
| ○    | タレル・ギャロウェイ               | 1R 1:45 TKO（パウンド）      | King of the Cage: Combat Zone                                                                                     | 2019年2月23日  |
| ○    | キース・リチャードソン             | 3R 3:29 膝十字固め           | King of the Cage: In the Mix 【KOTC世界バンタム級タイトルマッチ】                                                 | 2018年11月10日 |
| ○    | ファード・ムハンマド               | 3R 3:48 リアネイキドチョーク | King of the Cage: Territorial Conflict                                                                            | 2018年9月15日  |
| ○    | トニー・グレイブリー               | 1R 1:44 ギロチンチョーク     | King of the Cage: No Retreat 【KOTC世界バンタム級タイトルマッチ】                                                 | 2018年5月12日  |
| ○    | アンドレ・イーウェル               | 1R 2:28 リアネイキドチョーク | King of the Cage: Ultimate Mix 【KOTC世界バンタム級王座決定戦】                                                   | 2017年11月18日 |
| ○    | ジェシー・バッツィ                 | 5分3R終了 判定3-0            | King of the Cage: Counterstrike                                                                                   | 2017年8月12日  |
| ○    | ニコラス・ゴンザレス               | 5分3R終了 判定3-0            | King of the Cage: Public Offense                                                                                  | 2017年5月6日   |
| ○    | アルベルト・マルティネス・ジュニア | 1R 0:51 リアネイキドチョーク | King of the Cage: Raw Deal                                                                                        | 2017年2月25日  |
| ○    | ノエル・アルシバル                 | 1R 2:55 リアネイキドチョーク | King of the Cage: National Dispute                                                                                | 2016年9月24日  |
| ○    | トビアス・テイラー                 | 5分3R終了 判定3-0            | Prodigy MMA | 2016年5月28日  |

## 獲得タイトル
- 第15代KOTC世界バンタム級王座（2017年）
- Bellator世界バンタム級暫定王座（2023年）
- 第10代Bellator世界バンタム級王座（2023年）